# Не, Фредерик
Фредерик Не (фр. Frédéric Née; 18 апреля 1975, Байё) — французский футболист, известный по выступлениям за французскую «Бастию» во французской Лиге 2. Он объявил о завершении своей карьеры в конце 2007 года из-за рецидива травмы. Он сыграл одну игру за французскую сборную во время Кубка Конфедераций 2001.